# Malthodes setifer
Malthodes setifer là một loài bọ cánh cứng trong họ Cantharidae. Loài này được Baudi miêu tả khoa học năm 1871.